# Yo-Yo Girl Cop
Yo-Yo Girl Cop (スケバン刑事 コードネーム= 麻宮サキ?, Sukeban deka: Kōdonēmu= Asamiya Saki) è un film del 2006, diretto da Kenta Fukasaku, tratto dal manga Sukeban deka.

## Trama
Una ragazza barcollante attraversa le vie di Tokyo correndo e cercando di allontanare le persone che incrociano il suo cammino, poiché al suo torace le è stata fissata una bomba, che dopo pochi secondi esplode.
Saki Asamiya, una ragazza ribelle e violenta, viene riportata in Giappone dagli Stati Uniti e obbligata ad infiltrarsi in una scuola (come la ragazza perita nell'incipit), per indagare su Enola Gay, un sito web responsabile di alcuni attentati suicidi.
Saki viene così affidata a un tutore, lo zoppo Kazutoshi Kira, e viene dotata di un letale yo-yo. Saki si finge una liceale e si infiltra in una scuola, scoprendo che dietro all'Enola Gay vi è un gruppo di ragazzi che aiutano i repressi e i perdenti fornendo loro gli esplosivi per vendicarsi della società.
Dopo una dura battaglia a colpi di yo-yo con Reika, una ragazza letale quanto Saki, questa scopre che in realtà il vero obiettivo dei terroristi era una rapina in banca, e gli attentati erano solo una copertura per distrarre la polizia.

## Collegamenti ad altre pellicole
- Nel 2006 Daigo Udagawa realizzò per il V-Cinema una parodia erotica del film di Fukasaku, intitolata Yo-Yo Sexy Girl Cop e interpretata dalla AV idol Mihiro.